# Sylhet
Pronunciação

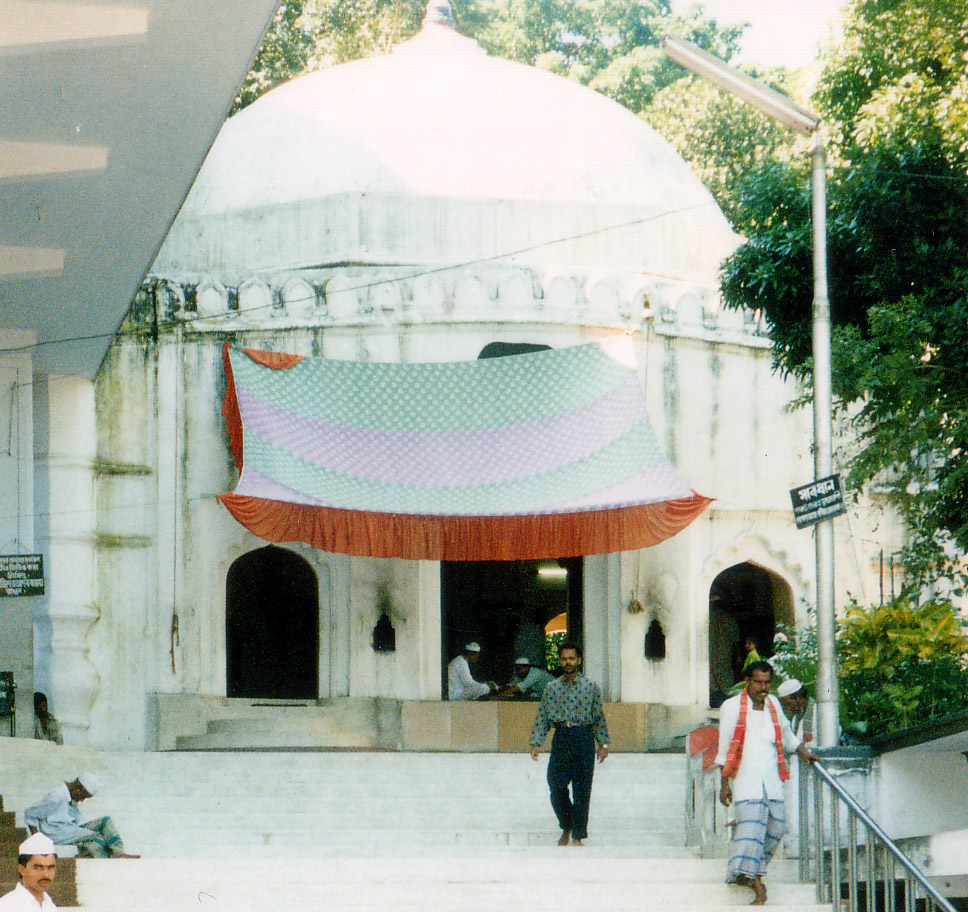
Dargah-e-Shah Jalal (tumba)

Sylhet é uma cidade de Bangladexe, capital da divisão de Sylhet. 
Possui população grande e é reconhecido por sua pobreza e inundações por seu baixo nível de altura de solo.
Seu nome é uma forma anglicista do antigo termo indo-ariano Srihatta.